# Ernst von Treskow
Ernst Heinrich von Treskow (* 30. Mai 1844 in Radojewo bei Posen; † 4. Mai 1915 in Berlin-Wilmersdorf) war ein deutscher Diplomat. Er war unter anderem Botschafter in Chile und Argentinien.

## Leben

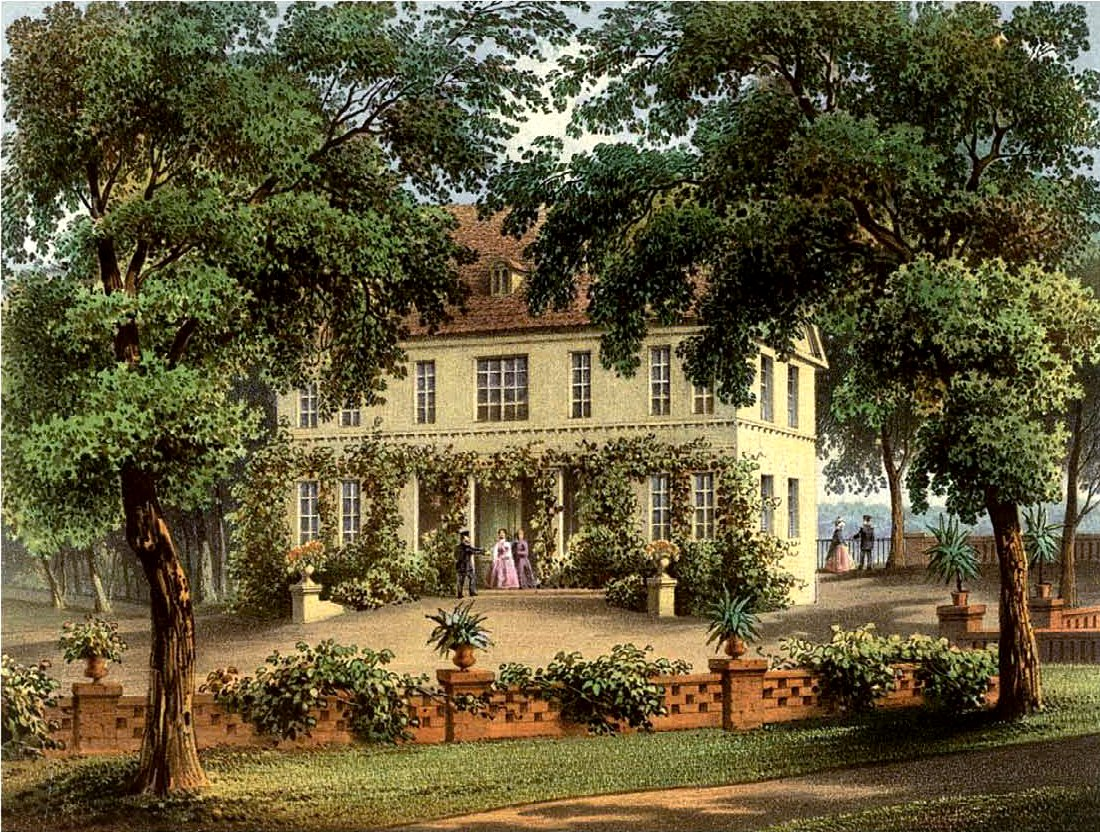
Rittergut Radojewo um 1863, Sammlung Alexander Duncker

Ernst von Treskow entstammte dem Adelsgeschlecht Treskow. Sein Vater war der Gutsherr Heinrich von Treskow (1795–1861). Die Mutter Antonie war eine geborene von Bünting (1811–1860), Halbschwester des Franz Michael Oswald von Bünting und Tochter der Antoinette Tugendreich von Borcke und des Militärintendanten, Major Carl von Bünting. Seine Geschwister waren Maximilian (1830–1909), Otto (1831–1901), Richard (1832–1914), Oskar (1833–1883), Franz (1835–1910, preußischer General), Eduard (1837–1898, preußischer General), Friedrich (1839–1857), Heinrich (1840–1927, preußischer General), Arthur (1843–1913), Hermann (1847–1870), Anton (1849–1849), Georg (1850–1851) und Erich von Treskow (1852–1922). Ernst selbst blieb ledig.
Treskow studierte Rechtswissenschaften an der Schlesischen Friedrich-Wilhelms-Universität und an der Ruprecht-Karls-Universität. In Breslau und Heidelberg war er Mitglied der Corps Borussia (1862) und Vandalia (1863).
Als Sekondeleutnant im 2. Garde-Regiment zu Fuß der Preußischen Armee nahm Treskow 1866 am Deutschen Krieg und 1870/71 am Krieg gegen Frankreich teil. Danach trat er 1874 in das Auswärtige Amt ein. Ab 1876 arbeitete er am Generalkonsulat in London. Ab 1879 war er Konsul in Kairo. Als solcher hatte er Prinz Friedrich Karl Nikolaus von Preußen 1883 auf dessen Orientreise empfangen. Während des Aufstandes von Orabi Pascha brachte er 1882 deutsche und österreichische Staatsbürger über Ismailion und Port Said in Sicherheit. Danach war er ab 1888 Generalkonsul Kapstadt. Hier übernahm er die Amtsgeschäfte von dem verstorbenen Ernst Bieber (1845–1888) und wechselte anschließend bis 1891 auf gleicher Position nach Budapest sowie Konstantinopel.
Zwischen 1891 und 1899 amtierte er als deutscher Botschafter in Santiago de Chile. Bereits vor seinem Amtsantritt hatte sein Vorgänger Felix von Gutschmid den im Lande anwesenden deutschen Militärberatern ausdrücklich verboten, in den Bürgerkrieg zwischen Anhängern des Parlaments, den Congresistas, und Anhängern des Präsidenten José Manuel Balmaceda zu intervenieren. An diese Weisung hatte sich der führende Militärberater Emil Körner allerdings nicht gehalten. Vielmehr setzte er sich zu den Aufständischen unter Jorge Montt Álvarez ab und koordinierte die Operationen der Kongresstruppen als deren Generalstabschef. Körners Eingreifen trug maßgeblich zum Erfolg der Congresistas bei und verhalf ihnen zur Übernahme der Macht. Angesichts der neuen Lage riet Gutschmid den Vorgesetzten im Auswärtigen Amt und Wilhelm II., Körner wegen seiner Illoyalität gegenüber der rechtmäßigen chilenischen Regierung nicht zu belangen. Von Treskow empfahl sogar, Körner mit dem Roten Adlerorden zweiter Klasse auszuzeichnen. Er fuhr 1894 zur Auszeichnung in das Deutsche Reich (erhielt aber anstelle des Adlerordens nur den Kronenorden) und reiste im Oktober 1895 mit 31 weiteren Militärberatern des Deutschen Reichs nach Chile zurück.
Später war das Einvernehmen zwischen dem Botschafter und den Militärberatern deutlich gespannter. In seinen Berichten an den Reichskanzler Chlodwig zu Hohenlohe-Schillingsfürst beschwerte sich von Treskow in den Jahren 1896 und 1897 immer wieder über das selbstherrliche Auftreten der Berater. Er bezeichnete sie als „moderne Glücksritter“ und warf ihnen vor, sich an innerchilenischen Konflikten zu beteiligen und sogar auf eigene Rechnung Waffen von Krupp und Mauser zu verkaufen.

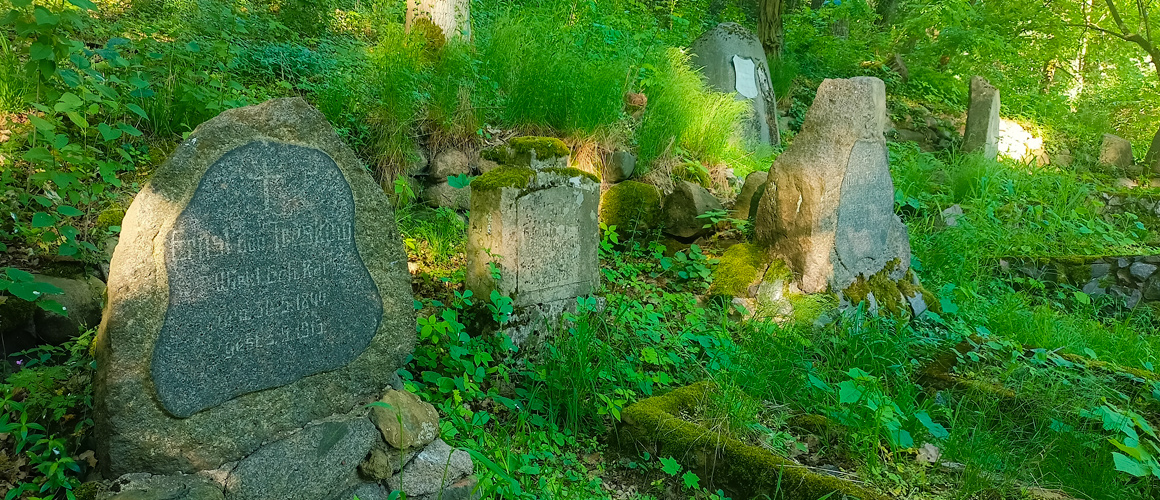
Grab Ernst von Treskow auf dem Familienfriedhof der Familie von Treskow-Radojewo (Radojewie)

Von 1899 bis 1900 war Treskow deutscher Botschafter in Buenos Aires. Zwischen den Regierungen von Argentinien und Chile bahnte sich zu dieser Zeit durch aggressive argentinische Propaganda der Beagle-Konflikt an. In der Amtszeit von Treskow erlebte die Argentinisch-Deutsche Militärkooperation mit der Eröffnung der Escuela Superior de Guerra in Buenos Aires am 7. März 1900 durch Präsident Julio Argentino Roca einen Höhepunkt.
Ernst von Treskow starb in Berlin und wurde auf dem Familienfriedhof des Heimatgutes Radojewo nach dem dortigen Herrenhaus bestattet.